# 16215 Venkatraman
16215 Venkatraman è un asteroide della fascia principale. Scoperto nel 2000, presenta un'orbita caratterizzata da un semiasse maggiore pari a 2,2111148 UA e da un'eccentricità di 0,0847730, inclinata di 3,19014° rispetto all'eclittica.